# 小林範雄
小林 範雄（こばやし のりお、1973年9月21日 - ）は、日本の男性声優。イエローテイル所属。劇団すごろく団員。新潟県出身。

## 略歴
バオバブ学園（現：ビジュアル・スペース俳優養成所）11期生。
以前はぷろだくしょんバオバブに所属していた。

## 人物
声種は人には「良い声だ」と言われているという。方言は新潟弁。
趣味はサッカー・時代ものを観る、読む・映画観賞・ゲーム全般。特技はジョジョ立ち、妖怪にかなりくわしい。
時代劇役者は高橋英樹、中条きよし。好きな時代劇は『必殺仕事人』、『三匹が斬る!』。
座右の銘は「ナンバーワンよりナンバーツー」。

## 出演

### テレビアニメ
1999年
- マジック・スクール・バス（アーノルドのパパ）
- モンスターファーム〜円盤石の秘密〜

2006年
- ラブゲッCHU 〜ミラクル声優白書〜（忍者B）

2007年
- あたしンち

2010年
- 薄桜鬼（2010年 - 2016年、井上源三郎）- 4シリーズ

2016年
- うたの☆プリンスさまっ♪ マジLOVEレジェンドスター（聖川真臣）

2018年
- ニル・アドミラリの天秤（鴬地啓三郎、水野雨郎）

### 劇場アニメ
- 劇場版 薄桜鬼 第一章 京都乱舞（2013年、井上源三郎[8]）

### OVA
- 薄桜鬼 雪華録（2011年、井上源三郎）
- 華ヤカ哉、我ガ一族 キネトグラフ（2012年、加賀野平助[9]）

### ゲーム
2003年
- グローランサーIV（ベイカー）

2006年
- ぷりサガ!（教官）

2007年
- アガレスト戦記（メルヒオル）
- ワイルドアームズ クロスファイア（ビエント・トルメンタ）

2008年
- 薄桜鬼 〜新選組奇譚〜（井上源三郎）
- パンドラサーガ
- 萌え萌え2次大戦（略）☆デラックス（司令官）

2009年
- L2 Love×Loop（長老）
- カヌチ 黒き翼の章（シシタ・アワナガ）
- 新大戦略バトルオブソルジャー（コンラッド）
- 戦極姫 〜戦乱に舞う乙女達〜（今川義元、大内義隆、陶隆房、成松信勝、山本勘助、雑賀孫市、十河一存、志道広良、龍造寺隆信）
- デス・コネクション（神父）
- 薄桜鬼 随想録（井上源三郎）
- 薄桜鬼 ポータブル（井上源三郎）
- 不確定世界の探偵紳士 〜悪行双麻の事件ファイル〜（米村）

2010年
- アガレスト戦記2（サイラス）
- 二世の契り（傀儡丸）
- 薄桜鬼 巡想録（井上源三郎）
- 薄桜鬼 随想録 ポータブル（井上源三郎）
- 薄桜鬼 DS（井上源三郎）
- 薄桜鬼 遊戯録（井上源三郎）
- 薄桜鬼 黎明録（井上源三郎）
- 華ヤカ哉、我ガ一族（加賀野平助）

2011年
- アンジェリーク 魔恋の六騎士
- 三極姫〜三国乱世・覇天の采配〜（鳳統士元、韓遂文約）
- 出撃!! 乙女たちの戦場2〜天翔ける衝撃の絆〜（ヴォルト）
- 二世の契り 想い出の先へ（傀儡丸）
- 薄桜鬼 随想録 DS（井上源三郎）
- 薄桜鬼 3D（井上源三郎）
- 薄桜鬼 遊戯録 DS（井上源三郎）
- 薄桜鬼 黎明録 ポータブル（井上源三郎）
- 華ヤカ哉、我ガ一族 キネマモザイク（加賀野平助）
- 萌え萌え大戦争☆げんだいばーん+（ジュニア）

2012年
- 源狼 GENROH（吉次信高）
- 戦極姫3〜天下を切り裂く光と影〜※PSP版（氏家定直、丹羽長秀、成松信勝）
- 薄桜鬼 遊戯録弐 祭囃子と隊士達（井上源三郎）
- 薄桜鬼 幕末無双録（井上源三郎）
- 薄桜鬼 黎明録 DS（井上源三郎）
- 薄桜鬼 黎明録 名残り草（井上源三郎）
- バクダン★ハンダン（稲船敬二）

2013年
- 薄桜鬼 鏡花録（井上源三郎）

2014年
- 薄桜鬼SSL 〜sweet school life〜（井上源三郎）
- もっと姉、ちゃんとしようよっ! +PLUS（一条昌和、モノッソイ・シガラキヤキスキー）

2015年
- KLAP!! 〜Kind Love And Punish〜（ぬらりひょん）
- 薄桜鬼 真改 風ノ章（井上源三郎）
- BAD APPLE WARS
- 華ヤカ哉、我ガ一族 モダンノスタルジィ（加賀野平助）

2016年
- ニル・アドミラリの天秤 帝都幻惑綺譚（鴬地啓三郎）

2017年
- KLAP!! 〜Kind Love And Punish〜 Fun Party（ぬらりひょん）
- ニル・アドミラリの天秤 クロユリ炎陽譚（鴬地啓三郎）

2018年
- 神凪ノ杜 妖狐奇譚（南条辰蔵）
  - 神凪ノ杜 龍神奇譚

### ドラマCD
- 機工魔術士-enchanter-（岡田尚成）
- オープン・セサミ（ディレクター）
- せんせいのお時間
- 唯我独尊な男（刑事）

### 吹き替え
- ツイスター・インフェルノ2
- ナイトヒート 夜の大捜査網
- ルーニー・テューンズ

### パチスロ
- パチスロ烈火の炎 Flame of Recca（2018年、森光蘭[25]）